# Abbevillien

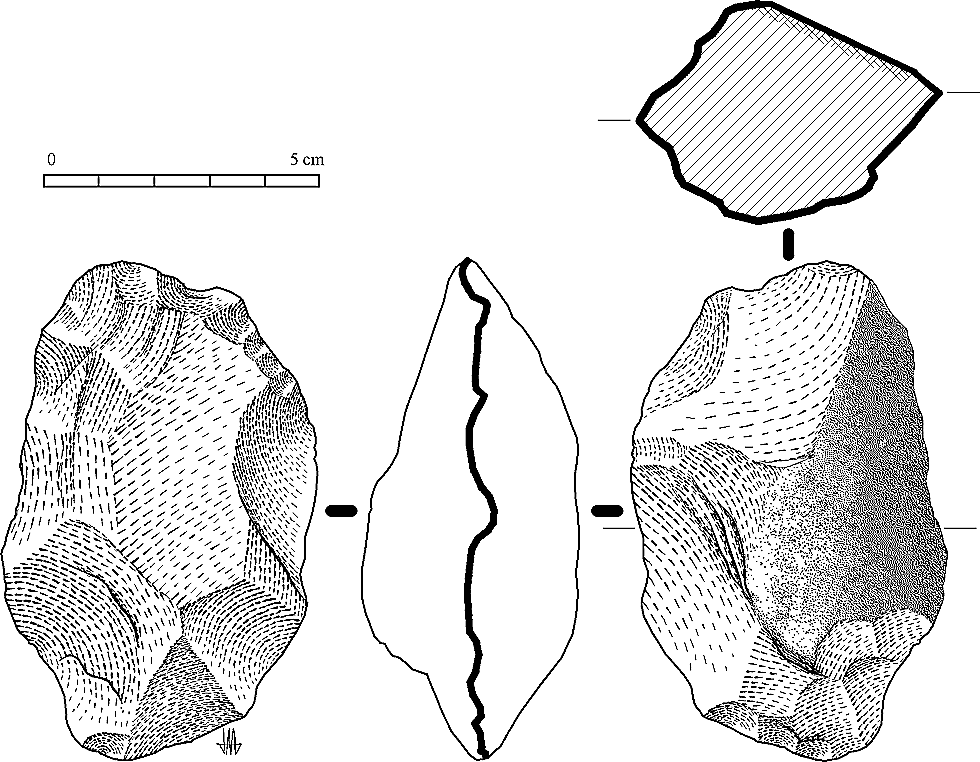
Pěstní kliny abevilllienské kultury

Abbevillien je kultura staršího paleolitu nazvaná podle města Abbeville [abvil] v severozápadní Francii, poblíž ústí řeky Sommy do Lamanšského průlivu. Jsou pro ni charakteristické pěstní klíny a úštěpová industrie. Je datována do doby kolem 500 000 až 300 000 let př. n. l.
Někdy se také označuje jako starší acheuléen.